# 普里利斯內
51°22′36″N 25°31′44″E / 51.37667°N 25.52889°E

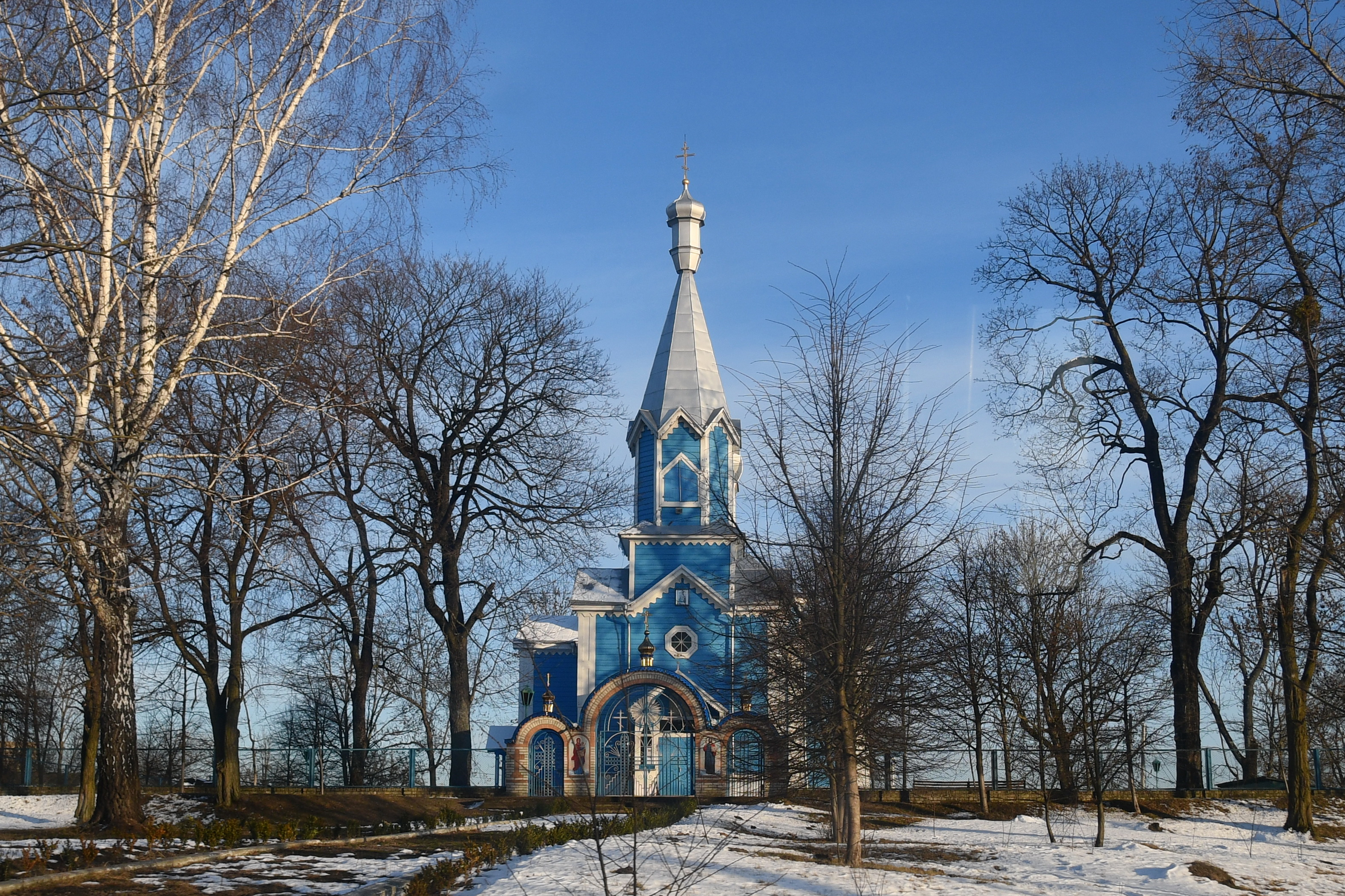
教堂

普里利斯內（烏克蘭語：Прилісне；至1964年舊名馬內維奇）是烏克蘭西北部沃倫州卡明-卡希尔斯基区普里利斯内市镇内的村庄及其行政中心。始建於1964年，面積52.82平方公里，海拔高度186米，2011年人口2,585，人口密度每平方公里48.94人。